# Tuomo Ylipulli
Tuomo Sakari Ylipulli (* 3. März 1965 in Rovaniemi; † 20. Juli 2021 ebenda) war ein finnischer Skispringer. Er sprang für den Verein seiner Geburtsstadt, den Ounasvaaran Hiihtoseura.

## Werdegang
Sein Debüt auf internationaler Ebene gab er am 30. Dezember 1982 beim Vierschanzentourneespringen in Oberstdorf; er erreichte auf Anhieb den 14. Rang. In den folgenden fünf Jahren zählte Ylipulli zur erweiterten Weltspitze und erreichte insbesondere auf Skiflugschanzen häufig die vorderen Ränge. Bei der Juniorenweltmeisterschaft 1983 in Kuopio gewann er die Bronzemedaille, bei der Skiflug-Weltmeisterschaft 1986 in Bad Mitterndorf erreichte er den fünften Rang. Seinen einzigen Weltcupsieg errang er am 6. Januar 1987 beim Vierschanzentourneespringen in Bischofshofen.
Seine größten Erfolge feierte er jedoch in der von Matti Nykänen angeführten finnischen Mannschaft. Mit ihr wurde er 1985 und 1987 Mannschaftsweltmeister und gewann bei den Olympischen Winterspielen 1988 in Calgary Gold im Mannschaftsspringen. Nach dem Winter 1987/88 beendete er seine Karriere.
Sein älterer Bruder Jukka war ein erfolgreicher Nordischer Kombinierer; der jüngere Bruder Raimo startete ebenfalls als Skispringer im Weltcup.
Tuomo Ylipulli starb im Juli 2021 im Alter von 56 Jahren an den Folgen eines Schlaganfalls.

## Erfolge

### Weltcupsiege im Einzel
| Nr. | Datum          | Ort           | Typ         |
| --- | -------------- | ------------- | ----------- |
| 1.  | 6. Januar 1987 | Bischofshofen | Großschanze |

### Weltcup-Platzierungen
| Saison  | Platz | Punkte |
| ------- | ----- | ------ |
| 1982/83 | 37.   | 21     |
| 1983/84 | 49.   | 13     |
| 1984/85 | 23.   | 34     |
| 1985/86 | 33.   | 19     |
| 1986/87 | 15.   | 74     |
| 1987/88 | 26.   | 30     |